# Grand Prix-wegrace van Duitsland 1978
De Grand Prix-wegrace van Duitsland 1978 was elfde race van wereldkampioenschap wegrace in het seizoen 1978. De race werd verreden op 20 augustus 1978 op de Nordschleife van de Nürburgring nabij Nürburg.
Het was de laatste Grand Prix in de carrière van Jack Findlay. Kenny Roberts werd in deze Grand Prix wereldkampioen 500 cc.

## 500 cc
Kenny Roberts (Yamaha) had aan een vierde plaats voldoende om wereldkampioen te worden en liet niets aan het toeval over: hij verkende dagenlang de moeilijke Nordschleife. Suzuki op haar beurt probeerde alles om individuele- en constructeurstitel te grijpen en gaf ook Virginio Ferrari een Heron-Suzuki. Kenny trainde al sneller dan de Suzuki's en alleen (uit)vallen kon hem van de wereldtitel afhouden. Ferrari startte als snelste, gevolgd door Johnny Cecotto en Roberts, maar Barry Sheene werd al meteen op achterstand gereden. Wil Hartog viel al vroeg in de race, waardoor hij zijn derde plaats in het wereldkampioenschap verspeelde. Ferrari en Cecotto bleven aan de leiding, maar Kenny Roberts liet zich wat terugzakken om zijn machine heel te houden. Van Sheene had hij niets te vrezen, want die had de grootste moeite in zijn gevecht met Takazumi Katayama. Ferrari won de race nipt voor Cecotto, Roberts werd derde (en wereldkampioen) en Barry Sheene werd vierde.

### Uitslag
| Pos | Coureur               | Merk     | Tijd       | Punten |
| --- | --------------------- | -------- | ---------- | ------ |
| 1   | Virginio Ferrari      | Suzuki   | 51' 21" 7  | 15     |
| 2   | Johnny Cecotto        | Yamaha   | + 0" 7     | 12     |
| 3   | Kenny Roberts         | Yamaha   | + 33" 9    | 10     |
| 4   | Barry Sheene          | Suzuki   | + 36" 0    | 8      |
| 5   | Takazumi Katayama     | Yamaha   | + 36" 3    | 6      |
| 6   | Michel Rougerie       | Suzuki   | + 56" 0    | 5      |
| 7   | Steve Baker           | Suzuki   | + 57" 5    | 4      |
| 8   | Boet van Dulmen       | Suzuki   | + 1' 08" 1 | 3      |
| 9   | Teuvo Länsivuori      | Suzuki   | + 1' 10" 0 | 2      |
| 10  | Jürgen Steiner        | Suzuki   | + 2' 10" 4 | 1      |
| 11  | Jack Middelburg       | Suzuki   | + 2' 11" 2 |        |
| 12  | Gianfranco Bonera     | Suzuki   | + 2' 15" 8 |        |
| 13  | Steve Parrish         | Suzuki   | + 2' 16" 1 |        |
| 14  | Max Wiener            | Suzuki   | + 2' 25" 7 |        |
| 15  | Alex George           | Suzuki   | + 3' 40" 7 |        |
| 16  | Gerhard Vogt          | Yamaha   | + 3' 44" 1 |        |
| 17  | Hans-Otto Butenuth    | Suzuki   | + 5' 04" 9 |        |
| 18  | Jack Findlay          | Suzuki   | + 5' 18" 4 |        |
| 19  | Dick Alblas           | Suzuki   | + 5' 19" 7 |        |
| 20  | Toshiyuki Hase        | Suzuki   | + 5' 42" 9 |        |
| 21  | Franz Shermer         | Suzuki   | + 5' 58" 5 |        |
| 22  | Carlos de San Antonio | Suzuki   | + 6' 00" 1 |        |
| 23  | René Gutknecht        | Suzuki   | + 6' 00" 3 |        |
| 24  | Michael Schmid        | Suzuki   | + 6' 28" 7 |        |
| 25  | Philippe Coulon       | Suzuki   | + 6' 56" 4 |        |
| 26  | Hans-Günter Schöne    | Suzuki   | + 8' 58" 6 |        |
| 27  | Lars Johansson        | Suzuki   | + 8' 59" 8 |        |
| 28  | Walter Kaletsch       | Suzuki   | + 9' 50" 9 |        |
| 29  | Gustav Canehl         | Suzuki   | + 1 ronde  |        |
| DNF | Marco Lucchinelli     | Suzuki   | motor      |        |
| DNF | Bruno Kneubühler      | Suzuki   | motor      |        |
| DNF | Franz Rau             | Suzuki   | motor      |        |
| DNF | Herbert Schieferecke  | Yamaha   |            |        |
| DNF | Ingo Riemer           | Yamaha   | motor      |        |
| DNF | Wil Hartog            | Suzuki   | val        |        |
| DNF | Jan Verweij           | Suzuki   | motor      |        |
| DNF | Jean-Claude Hogrel    | BUT      | motor      |        |
| DNF | Graziano Rossi        | Suzuki   | vering     |        |
| DNF | Michel Frutschi       | onbekend | motor      |        |
| DNF | Gianni Rolando        | Suzuki   | motor      |        |
| DNF | Horst Scherer         | onbekend | motor      |        |
| DNF | Leslie van Breda      | Suzuki   | motor      |        |
| DNF | Hans Braumandl        | Suzuki   | motor      |        |
| DNF | Børge Nielsen         | Suzuki   | motor      |        |
| DNF | Peter Sjöström        | Suzuki   | motor      |        |
| DNF | Gustav Reiner         | onbekend | motor      |        |
| DNF | Horst Lahfeld         | onbekend |            |        |
| DNS | Bernd Dawicki         | onbekend |            |        |

## 350 cc
In de 350 cc race wist Takazumi Katayama eindelijk weer eens een 350 cc race te winnen, nadat leider Gregg Hansford was uitgevallen en Katayama Kork Ballington op de streep net wist te kloppen. Michel Rougerie werd derde.

### Uitslag 350 cc
| Pos | Coureur                  | Merk     | Tijd       | Punten |
| --- | ------------------------ | -------- | ---------- | ------ |
| 1   | Takazumi Katayama        | Yamaha   | 52' 27" 4  | 15     |
| 2   | Kork Ballington          | Kawasaki | + 0" 2     | 12     |
| 3   | Michel Rougerie          | Yamaha   | + 40" 8    | 10     |
| 4   | Jon Ekerold              | Yamaha   | + 42" 1    | 8      |
| 5   | Tom Herron               | Yamaha   | + 43" 4    | 6      |
| 6   | Toni Mang                | Kawasaki | + 1' 09" 9 | 5      |
| 7   | Olivier Chevallier       | Yamaha   | + 1' 37" 0 | 4      |
| 8   | Gianfranco Bonera        | Yamaha   | + 1' 38" 1 | 3      |
| 9   | Patrick Pons             | Yamaha   | + 2' 04" 3 | 2      |
| 10  | Hervé Moineau            | Yamaha   | + 2' 10" 2 | 1      |
| 11  | Gustav Reiner            | Yamaha   | + 2' 29" 7 |        |
| 12  | Reino Eskelinen          | Yamaha   | + 2' 42" 2 |        |
| 13  | Josef Hage               | Yamaha   | + 3' 07" 8 |        |
| 14  | Maurizio Massimiani      | Yamaha   | + 3' 38" 8 |        |
| 15  | Vanes Francini           | Yamaha   | + 3' 56" 1 |        |
| 16  | Harald Merkl             | Yamaha   | + 3' 56" 7 |        |
| 17  | Erich Branstetter        | Yamaha   | + 4' 28" 2 |        |
| 18  | Peter Sjöström           | Yamaha   | + 4' 46" 8 |        |
| 19  | Ken Nemoto               | Yamaha   | + 4' 47" 2 |        |
| 20  | Franz-Josef Schermer     | Yamaha   | + 4' 56" 0 |        |
| 21  | Alex George              | Yamaha   | + 5' 07" 9 |        |
| 22  | Jakob Beck               | Yamaha   | + 5' 09" 0 |        |
| 23  | Gerhard Vogt             | Yamaha   | + 5' 24" 4 |        |
| 24  | Peter Schöfer            | Yamaha   | + 6' 28" 1 |        |
| 25  | Manuel Paiöes André Nuno | Yamaha   | + 1 ronde  |        |

## 250 cc
Jon Ekerold had geen goed woord over voor zijn Morbidelli en startte in Duitsland maar weer met zijn Yamaha TZ 250, die ook kansloos was, maar beter dan de fabrieks-Morbidelli. Hij was zowaar als snelste weg bij de start, maar moest al snel toekijken hoe Kork Ballington van hem wegliep. Gregg Hansford ging achter Ballington aan, maar zijn machine was te rijk afgesteld en hij moest tevreden zijn met de tweede plaats. Tom Herron werd derde.

### Uitslag 250 cc
| Pos | Coureur              | Merk          | Tijd       | Punten |
| --- | -------------------- | ------------- | ---------- | ------ |
| 1   | Kork Ballington      | Kawasaki      | 44' 41" 4  | 15     |
| 2   | Gregg Hansford       | Kawasaki      | + 39" 9    | 12     |
| 3   | Tom Herron           | Yamaha        | + 52" 5    | 10     |
| 4   | Jean-François Baldé  | Kawasaki      | + 52" 7    | 8      |
| 5   | Toni Mang            | Kawasaki      | + 52" 8    | 6      |
| 6   | Jon Ekerold          | Yamaha        | + 1' 07" 7 | 5      |
| 7   | Chas Mortimer        | Maxton-Yamaha | + 1' 22" 4 | 4      |
| 8   | Raymond Roche        | Yamaha        | + 1' 23" 6 | 3      |
| 9   | Patrick Fernandez    | Yamaha        | + 1' 24" 1 | 2      |
| 10  | Thierry Espié        | Yamaha        | + 1' 24" 3 | 1      |
| 11  | Olivier Chevallier   | Yamaha        | + 1' 27" 9 |        |
| 12  | Walter Villa         | MBA           | + 1' 44" 0 |        |
| 13  | Leif Gustafsson      | Yamaha        | + 1' 48" 6 |        |
| 14  | Vic Soussan          | Yamaha        | + 1' 48" 9 |        |
| 15  | Richard Hubin        | Yamaha        | + 1' 49" 5 |        |
| 16  | Hans Müller          | Yamaha        | + 1' 49" 7 |        |
| 17  | Hervé Moineau        | Yamaha        | + 2' 02" 5 |        |
| 18  | Mario Lega           | Morbidelli    | + 2' 13" 5 |        |
| 19  | Guy Bertin           | Yamaha        | + 2' 15" 1 |        |
| 20  | John Dodds           | Yamaha        | + 2' 35" 0 |        |
| 21  | Harald Merkl         | Yamaha        | + 2' 44" 8 |        |
| 22  | Edi Stöllinger       | Yamaha        | + 2' 45" 0 |        |
| 23  | Reino Eskelinen      | Yamaha        | + 3' 03" 8 |        |
| 24  | Vanes Francini       | Yamaha        | + 3' 05" 0 |        |
| 25  | Yves de Kimpe        | Yamaha        | + 3' 16" 4 |        |
| 26  | Eero Hyvärinen       | Yamaha        | + 3' 31" 4 |        |
| 27  | Ken Nemoto           | Yamaha        | + 3' 59" 8 |        |
| 28  | Klaus Hilbk          | Yamaha        | + 4' 03" 9 |        |
| 29  | Ian Richards         | Yamaha        | + 4' 09" 5 |        |
| 30  | Willem-Jan Nooteboom | Yamaha        | + 4' 31" 2 |        |
| 31  | Peter Schöfer        | Yamaha        | + 5' 01" 8 |        |
| 32  | Seppo Rossi          | Yamaha        | + 5' 28" 8 |        |
| 33  | Daniel Horvat        | Yamaha        | + 5' 39" 5 |        |
| 34  | Hans Braumandl       | Yamaha        | + 5' 48" 8 |        |
| 35  | Walter Kaletsch      | Yamaha        | + 7' 17" 3 |        |
| 36  | Jussi Hautaniemi     | Kuma-MZ       | + 1 ronde  |        |

## 125 cc
Eugenio Lazzarini, die Silverstone automatisch wereldkampioen was geworden toen Pier Paolo Bianchi bij een val een been brak, kwam er in Duitsland niet echt aan te pas. Hij finishte slechts als achtste. De race was tamelijk saai, met Ángel Nieto aan de leiding op enige afstand gevolgd door Thierry Espié. De derde plaats was voor Hans Müller (Morbidelli).

### Uitslag 125 cc
| Pos | Coureur             | Merk       | Tijd       | Punten |
| --- | ------------------- | ---------- | ---------- | ------ |
| 1   | Ángel Nieto         | Minarelli  | 37' 26" 0  | 15     |
| 2   | Thierry Espié       | Motobécane | + 7" 8     | 12     |
| 3   | Hans Müller         | Morbidelli | + 1' 07" 5 | 10     |
| 4   | Maurizio Massimiani | Morbidelli | + 1' 18" 9 | 8      |
| 5   | Harald Bartol       | Morbidelli | + 1' 19" 0 | 6      |
| 6   | Gert Bender         | Bender     | + 1' 22" 5 | 5      |
| 7   | Stefan Dörflinger   | Morbidelli | + 1' 22" 8 | 4      |
| 8   | Eugenio Lazzarini   | MBA        | + 1' 23" 9 | 3      |
| 9   | Walter Koschine     | Bender     | + 1' 24" 0 | 2      |
| 10  | Stefan Jansen       | Morbidelli | + 1' 26" 9 | 1      |
| 11  | Henk van Kessel     | Condor     | + 2' 10" 1 |        |
| 12  | Matti Kinnunen      | Morbidelli | + 2' 10" 4 |        |
| 13  | Rolf Blatter        | Morbidelli | + 2' 10" 9 |        |
| 14  | Bennie Wilbers      | Morbidelli | + 2' 11" 3 |        |
| 15  | Richard Schmiederer | Morbidelli | + 2' 43" 4 |        |
| 16  | Patrick Hérouard    | Morbidelli | + 2' 45" 9 |        |
| 17  | Werner Steege       | Bender     | + 2' 59" 5 |        |
| 18  | Thierry Noblesse    | Morbidelli | + 3' 24" 4 |        |
| 19  | Theo Timmer         | Morbidelli | + 3' 36" 6 |        |
| 20  | Rolf Minhoff        | Seel       | + 3' 37" 5 |        |
| 21  | Bernd Schneider     | Bender     | + 4' 22" 1 |        |
| 22  | Aldo Pero           | Morbidelli | + 4' 53" 7 |        |
| 23  | Lennart Lundgren    | Yamaha     | + 4' 57" 8 |        |
| 24  | Jan Huberts         | Morbidelli | + 5' 05" 8 |        |
| 25  | Hans-Jürgen Hummel  | Morbidelli | + 5' 38" 7 |        |
| 26  | Manfred Kugler      | Morbidelli | + 5' 38" 8 |        |
| 27  | Ernst Fagerer       | Morbidelli | + 6' 00" 4 |        |
| 28  | Manfred John        | Bender     | + 6' 47" 3 |        |
| 29  | Rolf Brändle        | Bender     | + 6' 47" 4 |        |
| 30  | Hagen Klein         | Morbidelli | + 7' 56" 9 |        |

## 50 cc
In de 50 cc klasse reed Ángel Nieto (die in dit jaar alleen in de 125 cc klasse was gestart) als steun voor Ricardo Tormo toch weer eens op een 50 cc Bultaco. Daarmee wist hij Eugenio Lazzarini op de derde plaats te houden, terwijl Tormo won. Tormo had nu 69 punten, Lazzarini 52.

### Uitslag 50 cc
| Pos | Coureur             | Merk              | Tijd       | Punten |
| --- | ------------------- | ----------------- | ---------- | ------ |
| 1   | Ricardo Tormo       | Bultaco           | 31' 00" 3  | 15     |
| 2   | Ángel Nieto         | Bultaco           | + 14" 1    | 12     |
| 3   | Eugenio Lazzarini   | Van Veen-Kreidler | + 53" 0    | 10     |
| 4   | Stefan Dörflinger   | Van Veen-Kreidler | + 1' 30" 2 | 8      |
| 5   | Rolf Blatter        | Kreidler          | + 1' 58" 7 | 6      |
| 6   | Wolfgang Müller     | Kreidler          | + 2' 00" 3 | 5      |
| 7   | Theo Timmer         | Kreidler          | + 2' 05" 3 | 4      |
| 8   | Ingo Emmerich       | Kreidler          | + 2' 06" 2 | 3      |
| 9   | Reiner Scheidhauer  | Kreidler          | + 2' 07" 2 | 2      |
| 10  | Henk van Kessel     | Sparta            | + 2' 26" 3 | 1      |
| 11  | Claudio Lusuardi    | Bultaco           | + 2' 28" 7 |        |
| 12  | Enrico Cereda       | DRS               | + 2' 30" 8 |        |
| 13  | Hagen Klein         | Kreidler          | + 2' 48" 4 |        |
| 14  | Pierre Dumont       | Kreidler          | + 2' 48" 6 |        |
| 15  | Richard Schmiederer | Kreidler          | + 2' 51" 1 |        |
| 16  | Luigi Rinaudo       | Tomos             | + 3' 04" 4 |        |
| 17  | Aldo Pero           | Kreidler          | + 3' 17" 3 |        |
| 18  | Günter Schirnhofer  | Kreidler          | + 3' 22" 6 |        |
| 19  | Gerhard Singer      | Kreidler          | + 3' 26" 8 |        |
| 20  | Cees van Dongen     | Kreidler          | + 3' 27" 0 |        |
| 21  | Lennart Lundgren    | Kreidler          | + 3' 33" 3 |        |
| 22  | Hans-Jürgen Hummel  | Kreidler          | + 3' 57" 8 |        |
| 23  | Klaus Kull          | Kreidler          | + 3' 59" 2 |        |
| 24  | Gerhard Bauer       | Kreidler          | + 4' 06" 4 |        |
| 25  | Chris Baert         | Kreidler          | + 4' 22" 4 |        |
| 26  | Bruno di Carlo      | Kreidler          | + 4' 23" 7 |        |
| 27  | Ramón Galí          | Bultaco           | + 4' 40" 9 |        |
| 28  | Daniel Corvi        | Kreidler          | + 4' 51" 9 |        |
| 29  | Wolfgang Golembeck  | Kreidler          | + 4' 53" 0 |        |
| 30  | Arthur Benitan      | Kreidler          | + 5' 09" 2 |        |
| 31  | Wolfgang Glawaty    | Kreidler          | + 5' 09" 9 |        |
| 32  | Otto Machinek       | Kreidler          | + 5' 27" 2 |        |
| 33  | Luciano Spinello    | Kreidler          | + 6' 13" 4 |        |
| 34  | Bruno Treutlein     | Kreidler          |            |        |

## Zijspanklasse
Tot vreugde van het Duitse publiek viel Rolf Biland in de derde ronde uit. Vooral de Duitse rijders Werner Schwärzel en Rolf Steinhausen hadden zich nogal negatief uitgelaten over de zijspancombinatie van Biland en hij was dus niet populair. Schwärzel/Huber wisten de race zelfs te winnen, voor Alain Michel/Stuart Collins en Dick Greasley/GordonRussell. Daardoor was het wereldkampioenschap nog niet beslist. Met nog één race te gaan had Biland slechts zes punten voorsprong op Michel.

### Uitslag zijspanklasse
| Pos | Coureur              | Bakkenist            | Merk          | Tijd       | Punten |
| --- | -------------------- | -------------------- | ------------- | ---------- | ------ |
| 1   | Werner Schwärzel     | Andreas Huber        | ARO-Fath      | 46' 37" 6  | 15     |
| 2   | Alain Michel         | Stuart Collins       | Seymaz-Yamaha | + 1' 26" 2 | 12     |
| 3   | Dick Greasley        | Gordon Russell       | Busch-Yamaha  | + 1' 26" 8 | 10     |
| 4   | Bruno Holzer         | Karl Meierhans       | LCR-Yamaha    | + 1' 26" 9 | 8      |
| 5   | Jean-François Monnin | Paul Gérard          | Seymaz-Yamaha | + 2' 20" 3 | 6      |
| 6   | Hermann Huber        | Bernhard Schappacher | König         | + 2' 53" 7 | 5      |
| 7   | Amedeo Zini          | Andrea Fornaro       | König         | + 3' 33" 3 | 4      |
| 8   | Bill Hodgkins        | John Parkins         | Windle-Yamaha | + 3' 36" 0 | 3      |
| 9   | Otto Haller          | Rainer Gundel        | Yamaha        | + 3' 59" 1 | 2      |
| 10  | Thomas Müller        | Kurt Waltisperg      | TTM-Yamaha    | + 4' 13" 4 | 1      |
| 11  | Masato Kumano        | Wittor               | Yamaha        | + 4' 25" 3 |        |
| 12  | Cees Smit            | Jan Smit             | Seymaz-Yamaha | + 4' 30" 1 |        |
| 13  | Wolfgang Stropek     | Karl Altrichter      | Schmid-Yamaha | + 4' 32" 4 |        |
| 14  | Gérald Corbaz        | Roland Gabriel       | Schmid-Yamaha | + 4' 42" 8 |        |
| 15  | Bernard Chabert      | Patrice Daire        | GEP-Yamaha    | + 5' 27" 8 |        |
| DNF | Jock Taylor          | James Neil           | Windle-Yamaha |            |        |
| DNF | Rolf Biland          | Kenneth Williams     | BEO-Yamaha    |            |        |
| DNF | George O'Dell        | Cliff Holland        | Schmid-Yamaha |            |        |
| DNF | Rolf Steinhausen     | Wolfgang Kalauch     | Seymaz-Yamaha |            |        |

1925 · 1926 · 1927 · 1928 · 1929 · 1930 · 1931 · 1933 · 1934 · 1935 · 1936 · 1937 · 1938 · 1939 · 1949 · 1950 · 1951 · 1952 · 1953 · 1954 · 1955 · 1956 · 1957 · 1958 · 1959 · 1960 · 1961 · 1962 · 1963 · 1964 · 1965 · 1966 · 1967 · 1968 · 1969 · 1970 · 1971 · 1972 · 1973 · 1974 · 1975 · 1976 · 1977 · 1978 · 1979 · 1980 · 1981 · 1982 · 1983 · 1984 · 1985 · 1986 · 1987 · 1988 · 1989 · 1990 · 1991 · 1992 · 1993 · 1994 · 1995 · 1996 · 1997 · 1998 · 1999 · 2000 · 2001 · 2002 · 2003 · 2004 · 2005 · 2006 · 2007 · 2008 · 2009 · 2010 · 2011 · 2012 · 2013 · 2014 · 2015 · 2016 · 2017 · 2018 · 2019 · 2021 · 2022 · 2023 · 2024 · 2025